# Emily Hobhouseová
Emily Hobhouseová (9. dubna 1860 St Ive – 8. června 1926 Londýn) byla britská aktivistka za mír a lidská práva. 
Jejím otcem byl anglikánský kněz Reginald Hobhouse a bratrem politik Liberální strany Leonard Hobhouse. Vedla otcovu domácnost do jeho smrti v roce 1895, pak odjela do Spojených států jako sociální pracovnice pro horníky pocházející z jejího rodného Cornwallu. Po třech letech se vrátila do Británie a zapojila se do kampaní za volební právo žen a za zákaz dětské práce. 
Po vypuknutí druhé búrské války vstoupila do protiválečné organizace South Africa Conciliation Committee. V prosinci 1900 přijela do jižní Afriky, aby se na místě seznámila se situací. Kritizovala britskou armádu uplatňující taktiku spálené země a internující ženy a děti búrských bojovníků v koncentračních táborech. Navštívila tábor v Bloemfonteinu a vydala podrobnou zprávu o nedostatku vody a potravin, nekvalitním ubytování a nedostatečné hygieně. Upozornila také na osud sedmileté Lizzie van Zylové, která v táboře zemřela na podvýživu. Pro svoji péči o oběti války získala přezdívku Anděl lásky. V říjnu 1901 byla z Kapské kolonie vypovězena, avšak na základě jejích informací prosadila britská opozice vytvoření komise pro vyšetřování válečných zločinů, kterou vedla Millicent Fawcettová.
Po válce se Hobhouseová do jižní Afriky na pět let vrátila a zakládala zde školy pro afrikánské ženy a děti. Setkala se zde také s Mahátmou Gándhím. Za první světové války iniciovala vydání Otevřeného vánočního dopisu německým ženám vyzývajícího k ukončení bojů. Po válce organizovala potravinovou pomoc potřebným ve střední Evropě.
Po smrti byl její popel uložen ve válečném památníku v Bloemfonteinu. V jihoafrickém Svobodném státě po ní bylo pojmenováno město Hobhouse. Její jméno nesla také jihoafrická ponorka, v roce 1994 přejmenovaná na Umkhonto. Dirk de Villiers o ní natočil životopisný film Ohnivá Angličanka. V roce 2024 bylo v jejím rodném domě zřízeno muzeum.